# Departamento Aeroportuário do Rio Grande do Sul
O Departamento Aeroportuário (DAP) é o departamento de aviação do estado do Rio Grande do Sul no Brasil. O DAP faz parte da Secretaria de Transportes do Governo do Estado do Rio Grande do Sul, e é responsável pela operação de 9 aeroportos públicos no interior do estado, em conformidade com as diretivas da Agência Nacional de Aviação Civil (ANAC).
Foi criado no dia 30 de janeiro de 1950.

## Lista de aeroportos administrados pela DAP
Os seguintes aeroportos são administrados pelo DAP:
- Carazinho -
- Caxias do Sul – Aeroporto Hugo Cantergiani
- Ijuí – Aeroporto João Batista Bos Filho
- Passo Fundo – Aeroporto Lauro Kurtz
- Rio Grande – Aeroporto de Rio Grande
- Santa Rosa – Aeroporto Luís Alberto Lehr
- Santo Ângelo – Aeroporto Sepé Tiaraju
- Torres –